# CFNM

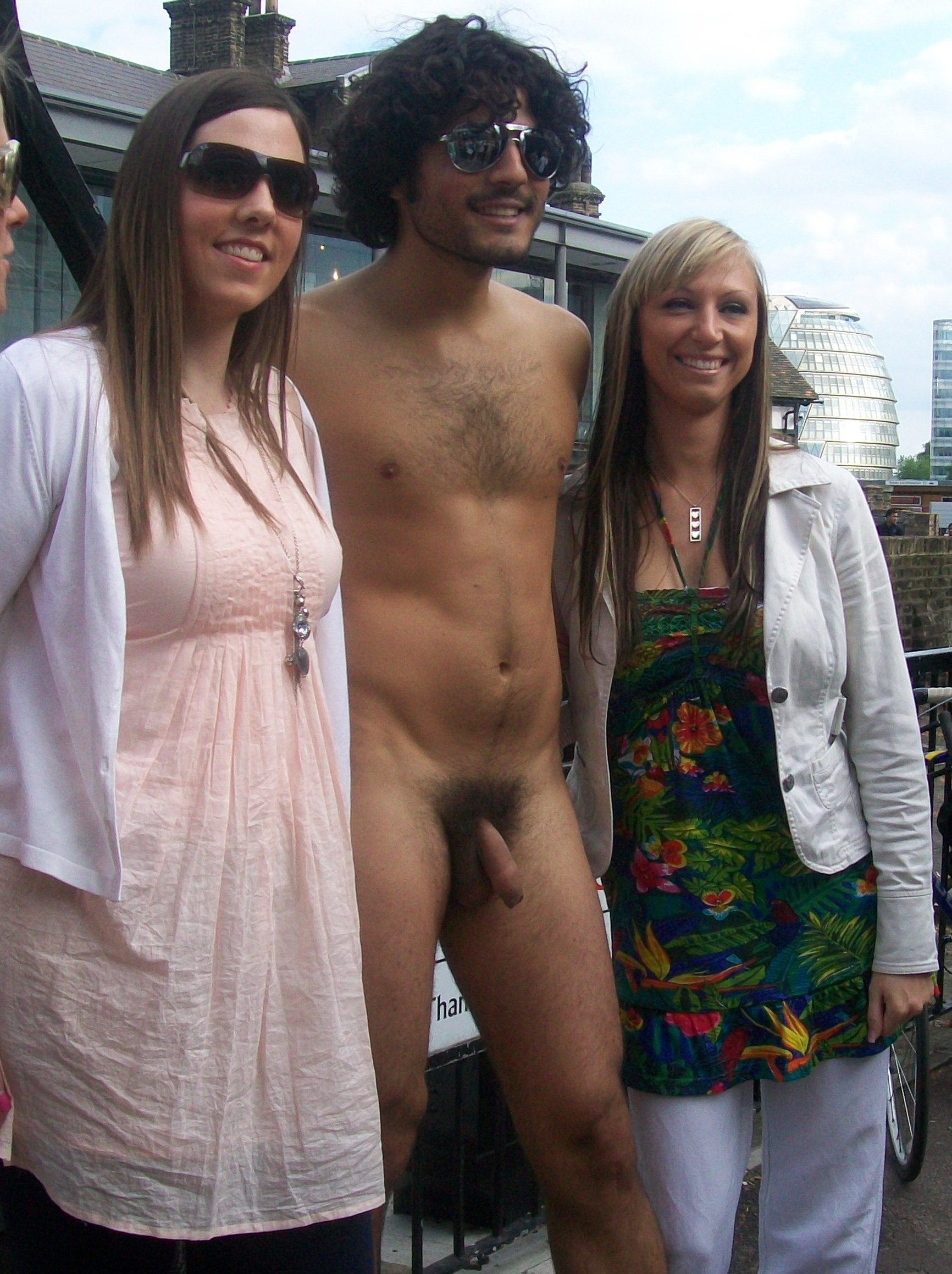
Esempio di donne vestite e maschio nudo in pubblico a Londra nel 2010.

CFNM (acronimo inglese che sta per Clothed Female, Naked Male, letteralmente Femmina Vestita, Maschio Nudo) è una forma di rappresentazione della nudità maschile in cui vengono raffigurate una o più donne vestite in presenza di uno o più uomini nudi.
Nella rappresentazione pornografica o erotica degli scenari CFNM, vengono solitamente riproposte diverse ambientazioni tra cui: la visita medica da parte della dottoressa donna, la perquisizione dello studente da parte delle insegnanti, l'allenatrice che entra nello spogliatoio maschile.
La pratica inversa è nominata Clothed Male, Naked Female (CMNF).

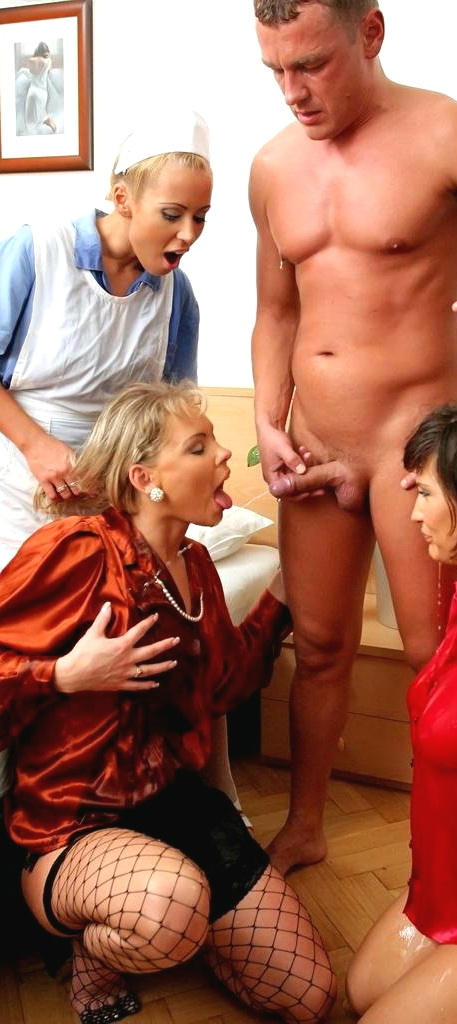

La pratica del CFNM è una pratica consensuale e rientra nell'universo del femdom e della variante leggera del BDSM, oltre che nel mondo dei giochi di ruolo.